# ادی آدامز (عکاس)

اعدام یک اسیر ویت‌کنگی توسط سرتیپ نگوک لوآن در خلال جنگ ویتنام که ادی آدامز به خاطر آن برنده جایزه پولیتزر و جایزه وُرلدپرس شد.

اِدی آدامز (به انگلیسی: Eddie Adams) (زاده:۱۲ ژوئن ۱۹۳۳ - درگذشت: ۱۹ سپتامبر ۲۰۰۴) خبرنگار و عکاس خبرگزاری آسوشیتد پرس، مجله تایم و مجله پارید بود.
وی بخاطر عکس معروفی که از اعدام یک ویت‌کنگی غیر نظامی توسط سرتیپ نگوک لوآن در خلال جنگ ویتنام گرفت برنده جایزه پولیتزر و جایزه ورلد پرس شد. وی این عکس را در سال ۱۹۶۸ که به عنوان خبرنگار آسوشیتدپرس جنگ را پوشش می‌داد، گرفت و انتشار آن توسط خبرگزاری آسوشیتدپرس بازتابهای گسترده‌ای در سطح جهانی داشت و اعتراضات فراوان مردم در نقاط مختلف جهان و از جمله آمریکا مسیر جنگ ویتنام را تغییر داد.
در جریان حمله عید تت که ویت کنگ‌ها پایگاه‌های آمریکایی‌ها را در جنوب ویتنام مورد تعرض قرار دادند، چند مامور پلیس سایگون مردی را به اتهام همکاری با ویت کنگ‌ها دستگیر و دست بسته نزد ژنرال نگوک لوآن آوردند. وی نیز همانجا (بدون بررسی بیشتر یا رای دادگاه) اسلحه را به سمت سر او نشانه رفته و با شلیک گلوله‌ای وی را کشت. آدامز که در صحنه حضور داشت مخفیانه از این رویداد عکس گرفت.

اما او چندی بعد در گفتگویی با مجله تایم از جنجال ناشی از این عکس و اقدامش ابراز تاسف کرد:
ژنرال آن ویت کنگی را کشت، من هم ژنرال را کشتم، با دوربینم. هنوز هم عکاسی قویترین سلاح جهان است. مردم به عکاسان اطمینان دارند اما آنان به مردم دروغ می‌گویند، البته بدون دستکاری. آنها تنها نیمی از حقیقت‌اند......چیزی که عکاس‌ها نمی‌گویند این است که اگر شما در آن لحظه، در آن مکان در آن روز حساس بودید و آن فرد را پس از آنکه یکی، دو تا یا سه تا آمریکایی را کشته می‌گرفتید چه می‌کردید؟
او چندی بعدها از ژنرال نگوک لوآن و خانواده‌اش بخاطر ضربه به حیثیت آنان با انتشار آن عکس عذرخواهی کرد. وی همچنین پس از مرگ ژنرال نیز وی را قهرمان خواند.
آدامز تلاش زیادی برای به تصویر کشیدن فرار ویتنامی‌ها به سمت تایلند داشت. تصاویر او رئیس‌جمهور جیمی کارتر را واداشت تا از ۲۰۰٬۰۰۰ فراری ویتنامی حمایت کند.
وی بجز جنگ ویتنام ۱۳ جنگ دیگر را نیز پوشش داده‌است.